# Dysodia crassa
Dysodia crassa är en fjärilsart som beskrevs av Walker 1865. Dysodia crassa ingår i släktet Dysodia och familjen Thyrididae. Inga underarter finns listade i Catalogue of Life.